# Купус
Купус (Brassica oleracea var. capitata) је двогодишња, култивисана, зељаста биљка која представља важно поврће у исхрани. Настала је селекцијом дивљег купуса у дугом временском раздобљу. У Грчку је доспео у 4. веку п. н. е.

## Опис
Купус је двогодишња или вишегодишња зељаста биљка. У току прве године образује се „главица“ коју чини скраћено стабло, са кога полази велики број крупних меснатих листова. Следеће године се развија стабљика висока и до два метра. Доњи листови на стабљици су широки, обухватају стабљику а горњи су дугуљасти седећи. Цветови су груписани у вршне растресите гроздове. Крунични листићи су жути а плод је љуска. Цвета од априла до маја.

## Енергетска и нутритивна вредност
Купус је поврће високе биолошке и ниске калоријске вредности (24 kcal/100 g), а просечно садржи: 92,52% воде; 1,21% беланчевина; 0,18% масти и 2,3% дијететских влакана. Највише су заступљени: витамин Ц (42 mg/100 ) и бета-каротен (провитамин витамина A), а затим следе минерали: калијум, гвожђе, магнезијум, сумпор и бакар. Мале количине натријума те повољан однос калцијума и фосфора осигуравају максимално искориштавање калцијума у организму.

## Лековитост
Доказано је да се соком од свежег купуса може успешно лечити чир на желуцу и упала дебелог црева. Купусом се у организам уносе најактивнији елементи за одржавање биолошке равнотеже организма и за одбрану организма од разних болести. Богат је целулозом која побољшава варење, делује повољно на зацељивање рана те превентивно помаже код прехладе и кашља. Код нас се мало користи сирови купус (свеж или кисео), иако је управо такав најбогатији хранљивим и лековитим састојцима.
Новија истраживања показују да редовна употреба поврћа из породице купусњача може бити посебно ефикасна у смањењу ризика појаве рака. Компоненте које се сматрају „одговорнима“ за овакво деловање поврћа су фитохемикалије.
Фитохемикалије су биолошки активне биљна једињења која у сарадњи с витаминима и минералима повољно делују на здравље. Имају заштитно деловање на начин да учвршћују и побољшавају одбрамбене механизме у организму. Дуготрајним кувањем значајно се смањује нутритивна вредност купуса. Да би се спречио изразити губитак драгоцених састојака приликом кувања, купус треба ставити у врућу уместо у хладну воду.
Купус је драгоцена намирница због садржаја тартронске киселине која успорава претварање шећера и осталих угљених хидрата у маст. То га чини пожељном намирницом за смањење телесне тежине.

## Занимљивости
Добар купус нема велика ребра, а танко лишће му је савијено у тврду главицу. Код нас се користи углавном бели, а нешто мање црвени купус. Постоје рани и касни варијетети. Поред тога постоје и украсне сорте као што су Brassica oleracea 'Chidori’, 'Color Up', 'Nagoya', 'Osaka', 'Peacock', 'Pigeon' 'Tokyo'... које налазе примену у хортикултури.

## Производња
| Десет највећих произвођача у 2012. | Десет највећих произвођача у 2012. | Десет највећих произвођача у 2012. |
| Држава                             | Производња (у тонама)              |                                    |
| ---------------------------------- | ---------------------------------- | ---------------------------------- |
| Кина                               | 32.800.000                         |                                    |
| Индија                             | 8.500.000                          |                                    |
| Русија                             | 3.309.315                          |                                    |
| Јапан                              | 2.300.000                          |                                    |
| Јужна Кореја                       | 2.118.930                          |                                    |
| Украјина                           | 1.922.400                          |                                    |
| Индонезија                         | 1.487.531                          |                                    |
| Пољска                             | 1.198.726                          |                                    |
| Румунија                           | 990.154                            |                                    |
| САД                                | 964.830                            |                                    |
| Свет                               | 70.104.972                         |                                    |

## Кисели купус
Купус се оставља и за зимницу. Главице из којих је издубљен корен се слажу у буре, кацу и потом преливају раствором воде и соли (на 50 l воде 1 kg соли). У зависности од температуре купус се за око 20-30 дана укисели. Главице киселог купуса се користе за кување сарме, а могу се исећи за салату.
| Енергетска и нутритивна вредност на 100 свежег белог купуса |                |          |
| Хранљиве материје                                           | Мерна јединица | Количина |
| Енерг. вредност                                             | kcal/kJ        | 24/100   |
| Вода                                                        | g              | 92,52    |
| Беланчевина                                                 | g              | 1,21     |
| Угљенохидрата                                               | g              | 5,37     |
| Дијетална влакна                                            | g              | 2,30     |
| Масти                                                       | g              | 0,18     |
| Холестерол                                                  | mg             | 0,00     |
| Витамин А                                                   | IU             | 126,00   |
| Тиамин                                                      | mg             | 0,05     |
| Рибофлавин                                                  | mg             | 0,03     |
| Ниацин                                                      | mg             | 0,30     |
| Фолати                                                      | μg             | 57,00    |
| Пантотенска киселина                                        | mg             | 0,14     |
| Витамин Ц                                                   | mg             | 42,00    |
| Калцијум (Ca)                                               | mg             | 47,00    |
| Магнезијум (Mg)                                             | mg             | 15,00    |
| Фосфор (P)                                                  | mg             | 23,00    |
| Калијум (K)                                                 | mg             | 246,00   |
| Натријум (Na)                                               | mg             | 18,00    |

## Кулинарска употреба
Конзумирање купуса варира у широком опсегу у свету: Русија има највиши годишњи ниво конзумације по глави становника са 20 kg, чему следи Белгија са 4,7 kg, Холандија са 4,0 kg, и Шпанија са 1,9 kg. Американци конзумирају 3,9 kg (8,6 lb) годишње по глави становника.
Купус се припрема и конзумира на много начина. Најједноставније опције обухватају конзумацију сировог поврћа или његово кување паром, мада се у многим кухињама користи кисели, кувани или динстани купус. Кишељењеје један од најпопуларнијих начина презервације купуса, чиме се креирају јела као што су кисели купус и кимчи, мада се кимчи чешће прави од кинеског купуса (B.&nbsp;rapa). Савојски купус се обично користи за салате, док се типови глатких листова користе за продају на тржишту и прераду. Тофу и купус се убрајају у основне састојке кинеске кухиње, док се британско јело печени купус и кромпир углавном прави од остатака кромпира и куваног купуса, и једе се са хладним месом. Купус је једна од главних намирница у пољској кухињи. Он се често једе, било куван или као кисео, као прилог или као састојак јела као што су бигос (купус, кисели купус, месо, дивље печурке, и низ других састојака), сарме (пуњени купусни листови) и пироге (пуњене кнедле). Друге источноевропске земље, као што је Мађарска и Румунија, такође имају традиционална јела са купусом као главним састојком. У Индији и Етиопији, купус је често састојак зачињених салата и туршија. У Сједињеним Државама, купус се првенствено користи за припрему "coleslaw" салате, а затим за прављење киселог купуса.
Карактеристичан укус купуса узрокују глукозинолати, класа глукозида који садрже сумпор. Мада су присутни у целој биљци, ова једињења су концентрисана у највећим количинама у семену; мање количине су присутне у ткиву младог поврћа, и њихов садржај се смањује са старењем ткива. Кувани купус се често критикује због његовог оштрог, непријатног мириса и укуса. Они се развијају кад се купус прекува и дође до развијања гаса водоник сулфида.

## Нутријенти и фитохемикалије
Купус је богат извор витамина Ц и витамина К, које садржи у количини од 44%, односно 72% препорученог дневног уноса на 100 грама (десна табела наводи USDA вредности нутријената). Купус представља умерени извор (10–19% ДВ) витамина Б6 и фолата, док садржај других нутријената у 100 грама није значајан.
Основна истраживања фитохемије купуса још увек су у току. Њихов циљ је да утврди да ли поједина једињења из купуса могу да утичу на здравље или да доприносу сузбијању болести. Таква једињења обухватају сулфорафан и друге глукозинолате за које се сматра да могу да стимулишу продукцију детоксикујућих ензима током метаболизма. Студије сугеришу да поврће,из породице крсташица, укључујући купус, вероватно пружа заштитне учинке против рака дебелог црева. Купус је извор индол-3-карбинола, хемикалије на којој се врше базна истраживања ради утврђивања фармаколошких својстава.

### Биљна медицина
Осим уобичајене намене као јестиво поврће, купус је током историје коришћен као љековита биљка, јер се сматрало да пружа разне здравствене бенефиције. На пример, антички Грци су препоручивали конзумирање овог поврћа као лаксатива, и употребу сока од купуса као антидота за тровање гљивама, за очне мелеме, и за линименте коришћене за зацељење модрица. У делу De Agri Cultura (О пољопривреди), Марко Порције Катон Старији сугерише да жене могу да спрече болести купањем у урину добијеном од оних који су често јели купус. Антички римски племић Плиније Старији је описао кулинарске и лековите особине овог поврћа, препоручујући га код пијанства - како превентивно за супротстављање ефектима алкохола, тако и као лек за мамурлук. Слично томе, стари Египћани су јели кувани купус на почетку оброка да би редуковали опијајуће дејство вина. Ова традиционална употреба се задржала у европској литератури до средине 20. века.
У Британији, листови купуса су коришћени због благотворних својстава као третман за рововска стопала током Првог светског рата, и као компресиони завој за улцерације и запаљења дојки. Акумулирани научни докази потврђују да третман листовима купуса може да смањи бол и тврдоћу натечених дојки, и да продужи трајање дојења. Друге медицинске употребе забележене у европској народној медицини обухватају третмане за реуматизам, запаљење грла, дисфонију, колике, и меланхолију. У Сједињеним Државама, купус је коришћен као лек за мамурлук, за третман апсцеса, за спречавање сунчанице, или за хлађење делова тела погођених грозницом. Листови купуса су исто тако коришћени за омекшавање стопала, а кад су обмотани око дечијег врата, они су служили за олакшавање крупа. Изгњечени купус и сок од купуса су коришћени у облогама за уклањање фурункула и третирање брадавица, пнеумоније, апендицитиса, и чирева.